# Закон Хольцмана
Закон Хольцмана — прагерманский звуковой закон, открытый немецким лингвистом Адольфом Хольцманом в 1838 году.
Согласно этому закону в интервокальном положении после кратких гласных прагерманские долгие сонорные *-jj- и *-ww- «усиливались» в -ggj- и -ggv- в северногерманских языках, в -ddj- и -ggw- в готском, а в западногерманских языках образовывали дифтонг с предшествующим гласным.

## Условия
Условия протекания закона долго обсуждались в учёной среде. Согласно одному из предположений, существовала зависимость от ударения, подобно закону Вернера. По другой версии, предложенной в 1941 г. Смитом, одним из условий протекания закона было наличие ларингала.
Согласно У. Леману (2007), удлинение праиндоевропейских *j и *w в прагерманские *-jj- и *-ww- происходило в положениях *-VwH-, *-ijH-, *-ajH- и *-aHj- (где V — любой краткий гласный, а H — любой ларингал).

## Примеры
прагерм. trewwō ‘договор, верность’ > гот. triggwa, д.-исл. tryggr, др.-англ. tréow, др.-фризск. triūwe, др.-сакс. treuwa, др.-в.-нем. triuwa.